# (70) Panopée
(70) Panopée (désignation internationale (70) Panopaea) est un astéroïde de la ceinture principale découvert par Hermann Goldschmidt le 5 mai 1861.
Panopée est un astéroïde de type C, sa surface est donc très sombre et composée de carbone.
Il a été nommé d'après la nymphe néréide Panopée, de la mythologie grecque. Son nom a été donné par Robert Main, président de la Royal Astronomical Society.

## Compléments